# Гуараниасу
Гуараниасу (порт. Guaraniaçu) — муниципалитет в Бразилии, входит в штат Парана. Составная часть мезорегиона Запад штата Парана. Входит в экономико-статистический микрорегион Каскавел. Население составляет 14 026 человек на 2006 год. Занимает площадь 1225,607 км². Плотность населения — 11,4 чел./км².

## История
Город основан 14 ноября 1951 года.

## Статистика
- Валовой внутренний продукт на 2003 год составляет 154 149 191,00 реалов (данные: Бразильский институт географии и статистики).
- Валовой внутренний продукт на душу населения на 2003 год составляет 9956,67 реалов (данные: Бразильский институт географии и статистики).
- Индекс развития человеческого потенциала на 2000 год составляет 0,728 (данные: Программа развития ООН).